# 特急「北斗1号」殺人事件
『特急「北斗1号」殺人事件』（スーサイド・トレインさつじんじけん）は、西村京太郎の推理小説。1987年に光文社から刊行された。

## ストーリー
恋人に裏切られ、連帯保証人になってしまったため、多額の借金を背負わされてしまった女性・風見ゆう子は、死に場所を求めて北海道に向かう。青函連絡船内でも、海に飛び降りようと考えるが、死にきれなかった。函館を出発する特急「北斗1号」内で、彼女は見知らぬ男から、3日間旅に同行して欲しいと100万円を渡される。その男と予定通り、3日間の旅をするが、その途中経路で数件の殺人事件が発生していたことをニュースで知る。しかも、そのうちの1人は、電車内で彼女をナンパしてきた中年の宝石商であった。同行している男から、知り合いであること、また近所で評判が悪いという話を聞かされ、そのことは他人に黙っていて欲しいと言われる。特に不審に思わなかった彼女は、抵抗せず返事をする。
その後、ゆう子は男と別れ、自殺を目的に流氷へ向かう。そこで、自殺しかけた所を警察が必死に引き戻す。彼女は、何故死なせてくれないのかと抗議したが、お前が殺人事件の容疑者だからだ、という答えが返ってくる。訳のわからぬ事態に陥った彼女は、同行者・羽島裕がそうでない事を証言してくれると、呼ぶように要請する。早速訪れた羽島は、同行していたことは認めたが、彼女から話しかけてきた、彼女が主張している1日後に出会ったなどと、事実と異なる証言をする。直接面会しても主張を変えないため、ゆう子は猛反発するが、容疑者の都合の良い主張など警察は全く受け入れない。
その頃、容疑者と被害者が東京の人間であるため、警視庁捜査一課に連絡が届く。十津川警部らが捜査に当たるが、風見ゆう子の友人の話は意外なものであり、彼女は絶対に人を殺せる人間じゃない、彼女は男に騙されて借金を背負わされた被害者だ、と告げられる。十津川らも少しずつ見方を変えていくが、そうした中、彼女を騙して逃げたとされる男が殺される。
それまで否定を続けてきた勾留中の風見ゆう子がその知らせを聞くと、容疑がかかったものについて、突然自分が犯人と言い出す。そしてその直後、彼女は首つり自殺をする……。

## 登場人物
- 十津川省三
- 亀井定雄
- 風見ゆう子
- 羽島裕
- 小坂井はるみ
- 吉岡宏
- 原田修
- 山崎信一郎
- 北原冴子
- 立花めぐみ
- 本橋ユキ
- 丸山

## テレビドラマ

### 2005年版
『西村京太郎トラベルミステリー44・特急 「スーパー北斗1号」 殺人事件』は、テレビ朝日系列の2時間ドラマ『土曜ワイド劇場』（毎週土曜日21:00 - 22:51、JST）で2005年4月23日に放送された。主演は高橋英樹。
キャスト
- 十津川警部 - 高橋英樹
- 亀井刑事 - 愛川欽也

その他
- 映像化に当たり、以下の点が変更されている。
  - 風見ゆう子は自殺しない。

「容疑がかかったものについて突然自分が犯人と言い出す場面」までは同じだが、その知らせを聞いた十津川警部に「あなたを心配している人がいるんです。死んではいけない」と自殺を思いとどまるように説得され、物語のラストで前向きに生きることを誓い、十津川警部らに礼を述べる。
  - 真犯人の最後。

原作では、真犯人は最後に自殺したとも取れる形で終了するが、ドラマでは逮捕という結末になっている。